# キングジム
株式会社キングジム（英: KING JIM CO., LTD.）は、主にオフィス、家庭用の文房具を企画・製造販売する日本の企業。本社は東京都千代田区東神田2-10-18に所在。
ファイル用品と電子文具「テプラ」の製造販売の2つの柱とし、多くの独創的商品を手掛ける。事務ファイルで国内第1位、厚型ファイルで圧倒的シェアを有する。経営理念は「独創的な商品を開発し、新たな文化の創造をもって社会に貢献する」。

## 名称
創業時の店名「名鑑堂」は、最初の販売商品が「特許人名簿」と「印鑑簿」であったことから、それらを売る店という意味で名乗ったものである。
また、「キングジム」という社名は「キング事務用品」を短くした名称である。いつの頃からか「事務用品の王様を目指す」意気込みから名鑑堂の商う事務用品に「キング」を冠した「キング事務用品」という名称がブランド化していたのであるが、それならいっそのことこのブランドを社名にすればよいのではないかということになり、長すぎる名前を縮めて「キングジム」になったという。当初はボクシングジムと間違えられることもよくあったらしい。

## 沿革
- 1893年（明治26年）8月5日 - 和歌山県にて、宮本英太郎（のちの創業者・初代社長）が生まれる[9]。
- 1907年（明治40年） - 英太郎、和歌山から東京へ上京し、錦城中学校（現・錦城学園高等学校）に入学する[9]。
- 1908年（明治41年） - 英太郎、脚気を患ったために帰郷する[9]。
- 1909年（明治42年） - 英太郎、（大阪の？[注 1]）浜恒材本店に入店する[9]。
- 1919年（大正8年） - 英太郎、浜恒材本店を退社する[9]。
- 1920年（大正9年） - 英太郎、ひで乃（のちのキングジム会長）と結婚する[9]。
- 1923年（大正12年） - 英太郎、大阪から東京・本湊町（現在の中央区湊1丁目・2丁目）へ進出する[9]。
- 1924年（大正13年） - 英太郎、深川万年町に移る[9]。

- 1927年（昭和2年）4月[3] - 創業 / 材木商を営んできた[10] 宮本英太郎が、考案・開発した切抜式の「人名簿」と「印鑑簿」を売るための店「名鑑堂」を開店する[2][8][10]。昔ながらの大福帳に替わる画期的に便利なアルバム式名簿帳として発売された「人名簿」は[10]、自分に届いた年賀状の差出人の部分を付属しているセルロイド製定規で切り抜いてファイリングできるという機能が商人以外の一般人にも支持され、大いに売れた[10]。
  -     - なお、発売商品の名称は「人名簿」[10]と「印鑑簿」。「切抜式人名簿」および「特許人名簿」の名で伝えられているが、これらは往時の商品名ではない。また、どの時点で採用されたのかは不明であるが、この商品には「キング」のブランド名が既に冠されている[10]。
- 1928年（昭和3年） - 英太郎・ひで乃夫婦に長男・健三（のちの2代目社長）が生まれる[9]。
- 1930年（昭和5年） - 英太郎、社屋を京橋北槇町（現・八重洲2丁目）に移す[9]。
- 1931年（昭和6年） - 英太郎、社屋を柳原土堤（神田川河岸）に移す[9]。
- 1936年（昭和11年） - 英太郎、社屋を当時の東京府東京市神田区豊島町内（現在本社所在地）に移す[9][11]。
- 1942年（昭和17年） - 郵便セットの生産を始める[9]
- 1945年（昭和20年） - 東京大空襲により店舗と倉庫を焼失する[9]。
- 1947年（昭和22年） - 現在本社地にて店舗を復興[9]。ルーズリーフ、バインダー、各種ファイル類を製造発売[2][8]。
- 1948年（昭和23年）
  - 8月31日 - 名鑑堂を改組し、株式会社化する[2][9]。資本金は100万円[9]。
  - 月日不特定 - MPバインダーを発売[9]。
- 1950年（昭和25年） - 社屋を増築[9]。
- 1952年（昭和27年）[9]あるいは1953年（昭和28年）[2] - 玉江橋付近にて[12]、大阪支店を開設[2][9]。
- 1953年（昭和28年） - 大阪支店が、安堂寺橋通（cf. 安堂寺橋）に移転する[9]。
- 1954年（昭和29年）
  - 月日未確認 - 宮本彰（のちの4代目社長）が生まれる[9]。
  - 月日未確認 - 創業者・宮本英太郎が、東京都実業精励賞を受賞[9]。
  - 月日不特定 -  - 国内初のパイプ式ファイルを発売[9]。クリップノートを発売[9]。
- 1955年（昭和30年）
  - 月日不特定 - クリップノートのテレビCMを放映開始[9]。
  - 月日不特定 - 本社の新社屋が完成[9]。
- 1961年（昭和36年）
  - 月日不特定 - 名鑑堂が「キングジム」へ社名を変更[2]。
  - 月日不特定 - 名古屋支店を開設[2]。
- 1964年（昭和39年） - 「キングファイルG」（現『キングファイル』）を発売[2]。大ヒット商品となり、当社はファイルメーカーの業界トップに躍り出る[8]。
- 1967年（昭和42年） - 宮本健三が2代目社長に就任[2]。
- 1975年（昭和50年） - 世界初の両開きファイル「ドッチファイル」を発売。
- 1976年（昭和51年） - 世界初のPP溶着式クリアーファイル「クリアーファイル」を発売。
- 1977年（昭和52年）4月1日 - 宮本彰（※宮本英太郎の孫で[13]、宮本浩三の長男[14]）が入社[15][16]。
- 1981年（昭和56年） - 福岡支店を開設[2]。
- 1982年（昭和57年） - 宮本浩三（※宮本英太郎の長女の婿[13]で、宮本彰の父）が3代目社長に就任[2]。
- 1984年（昭和59年） - 東京物流センター（現・東京ロジスティクスセンター）を開設[2]。
- 1985年（昭和60年） - 当社初の電子文具の開発プロジェクト「Eプロジェクト」が始まる[8] / 1980年代に入って以降、事務用品の電子機器化が日本社会で急速に進み[8]、ペーパーレス化の影響を受けて会社が傾くのではないかという危機感が募るなか[8]、宮本彰常務が小型ラベルプリンターの開発を強く提言し[8]、社内に電子機器の開発スキルが全く無いなか、暗中模索を始める[8]。
- 1987年（昭和62年） - 当社が東京店頭市場（現・JASDAQ）に株式を登録[2]。
- 1988年（昭和63年） - 小型ラベルライター「テプラ」を発売[2] / ブラザー工業のOEM供給によって実現した新製品で、当社初の電子文具であったが、一躍大ヒット商品となる。それ以前には売上高のほぼ全てをファイル用品が占めていたのが、一気に5割近くをテプラが占めることとなり、電子文具が当社のもう一つの柱となった。また、この成果により、新規開発に果敢に取り組む社風が再興されたという。のちに社長となった宮本彰はこの時の経験を背景に開発理念を表す言葉として2013年（平成25年）頃から「ファーストペンギン」を掲げている[17]。「（キングジムは常に）最初の一歩を踏み出す勇者でありたい」ということである[17]。
- 1990年（平成2年） - 感熱紙にプリントするデジタルカメラ「ダ・ビンチ」を発売。
- 1992年（平成4年）4月某日 - 宮本彰が4代目社長に就任[2][15][16]。
- 1996年（平成8年） - インドネシアの東ジャワ州パスルアン県レンバンにて[18]、子会社 PT.KING JIM INDONESIA を設立[2]。
- 1997年（平成9年）7月31日[19] - キングジムの完全子会社である株式会社キングビジネスサポートが、キングジム本社所在地にて設立される[20]。
- 1998年（平成10年） - マレーシアはケダ州の都市スンガイ・プタニにて[18]、子会社 KING JIM (MALAYSIA) SDN.BHD. を設立[2]。
- 1999年（平成11年） - 「キングファイルG」に始まる当社製パイプ式ファイルの累計販売数が3億冊を突破する[8]。
- 2000年（平成12年）月日未確認 - 現在本社所在地にて、キングジム本社ビルの完成[21]。地上10階建て[22]。
- 2001年（平成13年）
  - 月日未確認 - 東京証券取引所第二部に上場[2]。
  - 月日未確認 - 長島商事株式会社（現・株式会社ラドンナ。東京都中央区。）[18][23] を子会社化する[2]。
- 2002年（平成14年）
  - 6月期 - この年、テプラの特許に関する大きな失策があり、他の製造業者から特許侵害を訴えられて大型訴訟に発展[24]。最終的に和解したとは言え、事実上の敗訴で、30億円超を支払うことになる[24]。これにより、6月期には当社は最終赤字に転落した[24]。
  - 月日未確認 - 中国の上海市黄浦区西蔵中路にて[18]、子会社「上海錦宮牧野国際貿易有限公司（現・錦宮〈上海〉貿易有限公司）」を設立[2]。
- 2005年（平成17年）
  - 月日未確認 - 東京証券取引所第一部に指定替え[2]。
  - 月日未確認 - 「取扱説明書ファイル」を発売[2]。
- 2007年（平成19年） - ベトナムのビンズン省ベンカットにて[18]、子会社 KING JIM (VIETNAM) Co.,Ltd. を設立[2]。
- 2008年（平成20年）
  - 3月某日[25] - 株式会社アスカ商会（名古屋市）[25]を子会社化する[2]。
  - 11月10日 - ATOKを搭載し、テキストデータ入力に特化した端末「ポメラ」を発表[26]。ヒット商品となる。
- 2009年（平成21年） - 「テプラ」の累計販売数が700万台に達する[27]。
- 2010年（平成22年）4月某日 - 当社がTwitter公式アカウントを開設[28]。
- 2011年（平成23年）
  - 2月7日 - 「ショットノート」を発売[29]。
  - 5月某日 - 当社がFacebook公式ページを開設[30]。
  - 12月11日 - 元3代目社長・宮本浩三が老衰で死去。89歳没。[14]
  - 月日未確認 - 「キングファイル」シリーズの累計販売数が5億冊を突破する[2]。
- 2012年（平成24年） - 香港は湾仔区湾仔の駱克道にて[18]、子会社「錦宮（香港）有限公司」を設立[2]。
- 2014年（平成26年）1月[31] - 株式会社ぼん家具（海南市）を子会社化する[2][18][31]。
- 2015年（平成27年）
  - 4月 - 4代目社長・宮本彰が藍綬褒章を受章[15][32][注 2][33] /産業振興功績（文具業界団体での活動や社業を通じて文具業界の発展に寄与してきた功績）による[15]。
  - 12月8日 - Microsoft Windows 10 Home 搭載 モバイルPC「ポータブック」(XMC10) の発売[34] / これをもってパソコンの製造・販売に参入。
- 2018年（平成30年）
  - 4月26日 - 完全子会社である株式会社キングビジネスサポートを吸収合併することを決議・公表する[20]。
  - 時期不明 - 「テプラ」の累計販売数が1000万台に達する[2]。
- 2019年（令和元年）12月11日 - 株式会社ウインセス（高松市）の子会社化が決まる[35]。
- 2020年（令和2年）8月25日 - 当社がInstagram公式アカウントを開設[36]。
- 2021年(令和3年)
  - 10月13日 - ライフオンプロダクツ株式会社（大阪市）の子会社化が決まる。
- 2022年(令和4年)
  - 4月4日 - 東京証券取引所第一部からプライム市場へ移行
- 2023年(令和5年)
  - デジタルメモ「ポメラ」が発売15周年を迎える。
  - 2月1日 - 2022年に完全子会社化した株式会社エイチアイエムを吸収合併。
- 2024年(令和6年)
  - 「キングファイル」シリーズが発売60周年を迎え、累計販売冊数が6億冊を突破する。
  - 9月21日 - 取締役会長に宮本彰が就任、代表取締役社長に木村美代子が就任。
  - 10月23日 - TikTok公式アカウントを開設[37]。
- 2025年(令和7年)
  - 6月2日 -NPO法人放送批評懇談会が主催する第62回ギャラクシー賞CM部門において、「テプラ」のWebCMシリーズ「#おねがいテプラ」が選奨を受賞。

## 代表者
- 宮本 英太郎（みやもと えいたろう）[9]

創業者。初代社長。1893年（明治26年）8月5日、和歌山県生まれ。錦城中学校（現・錦城学園高等学校）在籍歴あり。「偉大なる発明家」を自称する変わり者であったが、熱意がある一方で、「俺が一番偉いんだ、売れないわけがない」などといった奢ったところが無く、周りの人にアイディアを披露して意見を積極的に採り入れる謙虚な人であったという（宮本彰の言）。
- 宮本 健三（みやもと けんぞう）[9][39][信頼性要検証]

2代目社長。創業者の長男。1928年（昭和3年）、東京生まれ。日本大学卒業。営業に尽力したが、比較的早くに亡くなった。
- 宮本 浩三（みやもと こうぞう）[14]

3代目社長。創業者の長女・宮本和子（1922年生）の婿。旧姓は矢矧（やはぎ）。1921年（大正10年）生まれ。東京商科大学（一橋大学）。1982年（昭和57年）、社長に就任。銀行出身の財務畑の人物であり、管理部門を充実させた。2011年12月11日、老衰で死去。89歳没。
- 宮本 彰（みやもと あきら）[16][14][24][13][7]

4代目社長、取締役会長（現任）。1954年（昭和29年）生まれ。創業者の孫。宮本浩三の長男。1977年（昭和52年）、慶應義塾大学法学部卒業。同年、キングジムに入社。常務総合企画室長、専務を経て、1992年（平成4年）、社長に就任。1988年（昭和63年）にはプロジェクトリーダーを務めた「テプラ」を大ヒットさせている。2015年（平成27年）、藍綬褒章を受章。
- 木村 美代子（きむら みよこ）

5代目社長（現任）。1964年（昭和39年）静岡県生まれ。1988年（昭和63年）プラス株式会社入社。アスクル事業の立ち上げに関わり、1999年（平成11年）アスクル株式会社入社。2022年(令和4年)に株式会社キングジムの取締役常務執行役員を経て、2024年(令和6年）、社長に就任。日本郵政株式会社社外取締役兼任。

## 主な製品
商品化は開発会議に諮られ、決裁が下りる。多数決や社長の一存ではないため文具事務用品以外のライフスタイル用品の展開も時代やニーズに合わせて行っている。

### ファイル
主にオフィスで用いられることが多いが、近年は「スキットマン」シリーズのように家庭向けにも積極的である。オフィス向けでは特注品にも対応している。
- キングファイル - オフィス用のパイプ式ファイル。［商標登録 第4502635号、等］  現在のキングジムのマークはキングファイルの背表紙上部に仕分け用の目印として付けられた四角のマークが由来である。1964年発売。
- ヒクタス± - 中のポケットを増減できるクリアファイル。［商標登録 第4670556号、等］
- フラットファイル - 綴じ具が直立してファイルしやすくしたファイル。
- レバーリングファイル - レバーで開閉可能なリング式ファイル。
- スキットマン - 領収書ファイルや取扱説明書ファイルなどの用途で使い分けるファイルのシリーズ。[商標登録 第5163028号、等]  「スキットマン 家庭の医療ポーチセット」は2018年4月20日発売[40]。シリーズはそれ以前から展開している。
- テジグ - 綴じ具を無くした手で押さえるファイル。［商標登録 第4978881号、等］
- レターファイル - スライド式の綴じ具を採用したファイル。
- テフィット - 把手のついたキャリングケース[41]。2015年9月30日発売[41]。

### 電子文具
- テプラ

ラベルライター（ラベルプリンター）。1988年発売。■右に1モデルの画像あり。
- ポメラ

「デジタルメモ帳」を謳う。「キーボードで文字を入力して記憶する機能」に特化した、メモや文章の作成専用機。2008年11月10日発売。■右に1モデルの画像あり。
- Boogie Board（ブギーボード）

感圧式液晶ディスプレイを使った電子メモパッド。何度も繰り返し利用することができる。アメリカ企業 iMPROV ELECTRONICS（Kent Displays社の子会社）が開発した製品であり、2013年9月20日から輸入販売している。画面サイズは4.5インチから始まり、その後は3.9インチの付箋サイズや13.8インチの大画面のものも販売している（2020年8月時点）。多機能モデルは、PDF形式で内蔵メモリに保存し、USBケーブルでパソコンに転送できる（製造終了）。

### 衛生用品
新型コロナウイルス感染症の世界的流行により需要が高まった2020年（令和2年）以降、事業者向けの衛生用品を販売している。
- テッテ

消毒用アルコールディスペンサー。手をかざすだけで自動でアルコール消毒液が噴射される自動手指消毒器。2019年2月15日発売（大容量タイプは同年11月6日発売）。
- くりかえし使えるマスク - 布製マスクの一種。クリーンルーム用手袋を製造するグループ企業ウインセス（高松市）が生産している[49]。2020年前期発売[注 3]。
- 夏を乗り切るひんやりマスク - 2020年7月17日発売。[50]
- マスクケース - 不織布用と布・ポリウレタン用。PP製。2020年10月23日発売。[51]
- 折りたたみフェイスシールド - PP製。2020年11月6日発売。[51]
- クリアーパーティション - 対面窓口やオフィスのためのデスクパーティション。PP製。2020年11月27日発売。[51]
- くりかえし洗えるウレタン手袋 - 2020年11月6日発売。[51]
- 足踏みアルコールスタンド [52][53][54]

市販されているスプレーボトル入りの除菌用アルコール消毒液に対応した足踏み式の専用スタンドで、ボトルなどに触れることなく消毒液を噴射できる。折り畳み収納可能。ボトルの盗難防止対策としてワイヤーロックやロープの取り付け穴を装備。全高 93.5 cm、重さ 約1.3 kg。本体材質：PP。2021年1月29日発売。
- UV除菌ケース [55][56][57]

スマートフォンやマスクを入れて数分で除菌できるコンパクトなケース。リチウムイオンバッテリー内蔵。メーカー希望小売価格は消費税別 6,000円。2021年2月19日発売。

### その他の製品
- A4サイズ帰宅支援キット - 災害時に勤務地から帰宅を支援するための防災用品。
- ハイブリッド・ファンシリーズ - オフィスの空調効率改善の電源不要のファン。
- ミーティングシート - 机に広げるホワイトボードシート。
- ピアチェットシリーズ - リサイクルレザーを使用した小物収納。
- ファイリング・navi - ファイルの保存等の運用システム。
- iガラコ - タッチパネルコーティング剤。ソフト99コーポレーションとの共同開発商品。
- 着る布団&エアーマット - 大規模災害時の帰宅困難者対策用の防災用品。
- ポータブック - Windowsパソコン。ポメラの形状をベースとしている[34]。2015年発売。
- 円周率ノート - 罫線が円周率の羅列でできているリングノート。ロフト限定で発売。
- パッタン - 財布に収納可能な襠（まち）付きエコノミーバッグ（買物袋）。2020年7月に始まったレジ袋有料化に同年12月4日発売[58][59]。
- 作業アシストスーツX - バネの力で身体への負担を軽減するパワードスーツ[60]。

### かつて製造していた製品
本項ではサプライ品の製造が継続していても本体が製造終了した製品についても記述する。
- たいこバン - スタンプ製造機。
- ピタ！ゴラス - ラミネーター。
- チャップリン - モバイルプリンター。
- ダ・ビンチ - 感熱紙にプリントできる白黒デジタルカメラ。1990年発売。
- リレット

非接触型ICカード「FeliCa」に対応した、電子マネーの残高表示機（電子マネービュアー）。
- クロックオン - 非接触型ICカード「FeliCa」に対応した、勤怠管理タイムレコーダーとシステム。
- ピットレック - デジタル方式の名刺ホルダー。
- マメモ - シンプルな、手書き入力方式のデジタル・メモ。
- スグオシ - 「月日」が自動で更新される、デジタル方式の日付印。

## 事業所

### 本社
- 東京都千代田区東神田2-10-18（キングジム本社ビル）に所在。ビルは2000年（平成12年）に完成[21]。

### 支店・営業所・事業所
- 東京支店 - 東京都千代田区東神田2-6-9 Daiwaプレイス東神田IIに所在。
- 名古屋支店 - 愛知県名古屋市中区丸の内3-15-34 ザ・ビルディングパーク丸の内7階に所在。
- 大阪支店 - 大阪府大阪市中央区南船場1-12-29（キングジム大阪支店ビル）に所在。
- 福岡支店 - 福岡県福岡市博多区博多駅南3-2-20 博多ハッコウビル1階 に所在。

- 札幌営業所 - 北海道札幌市豊平区平岸3条3丁目1-24 に所在。
- 仙台営業所 - 宮城県仙台市若林区六丁の目南町4-45 に所在。
- 広島営業所 - 広島県広島市西区打越町14-10 安田ビル1階 に所在。

- 松戸事業所 - 千葉県松戸市上本郷228に所在[18]する拠点。

### 物流センター
- 東京ロジスティクスセンター - 東京都江戸川区臨海町4-2-1 に所在。
- 大阪物流センター - 大阪府大阪市福島区大開4-1-18 に所在。
- 福岡物流センター - 福岡県福岡市東区大字蒲田字祝田8371-1（九州福山通運株式会社 福岡流通センター2階）に所在。

### グループ企業

#### 国内グループ企業
- 株式会社ラドンナ

現在は東京都江東区佐賀1-5-9 永代MKビル に所在。子会社化した2001年（平成13年）当時の社名は「長島商事株式会社」 で、東京都中央区日本橋に所在した。フォトフレーム、ステーショナリーの企画開発・製造などを行う企業。
“株式会社ラドンナ 公式WEBサイト”. 2025年3月31日閲覧。
- 株式会社アスカ商会

愛知県名古屋市千種区新西1-2-10 に所在。アーティフィシャルフラワー（造花）、クリスマス装飾品、インテリア雑貨、観葉植物などの輸入販売を行う企業。
“アスカ商会 公式WEBサイト”. 2025年3月31日閲覧。
- 株式会社ぼん家具 - 和歌山県海南市冷水851 に所在。家具のインターネット販売などを行う企業。

“株式会社ぼん家具 公式WEBサイト”. 2025年3月31日閲覧。
- 株式会社ウインセス

香川県高松市香南町横井464-1 に所在。作業用分野に強みを持つ手袋メーカー。1961年（昭和36年）1月4日設立。資本金4800万円。2019年（令和元年）12月11日に子会社化が決まる。クリーンルーム用手袋の製造は、同所にて経営されるウインセスの子会社である有限会社ウインズが担当しており、孫会社化した後も業態に変更なし（国産を継続）。2社とも登記上の本店所在地は東かがわ市松原1055。
“ウインセス株式会社 公式WEBサイト”. 2025年3月31日閲覧。
- ライフオンプロダクツ株式会社

大阪府大阪市西区 (大阪市)南堀江1-12-19に所在。季節家電やインテリア雑貨などの製造・販売を行うメーカー。2003年（平成15年）7月29日設立。資本金1000万円。2021年（令和3年）10月13日に子会社化が決まる。
“ライフオンプロダクツ株式会社 公式WEBサイト”. 2025年3月31日閲覧。

#### 海外グループ企業
- PT.KING JIM INDONESIA - 1996年（平成8年）設立。インドネシアの東ジャワ州パスルアン県（英語版）レンバン (en) に所在。
- KING JIM (MALAYSIA) SDN.BHD. - 1998年（平成10年）設立。マレーシアはケダ州の都市スンガイ・プタニ（英語版）に所在。
- 錦宮（上海）貿易有限公司 - 2002年（平成14年）設立。中国の上海市黄浦区西蔵中路728号美欣大厦21DE に所在。
- KING JIM (VIETNAM) Co.,Ltd. - 2007年（平成19年）設立。ベトナムのビンズン省ベンカットに所在。
- 錦宮（香港）有限公司 - 2012年（平成24年）設立。香港は湾仔区湾仔（ワンチャイ）の駱克道 (en) に所在。

## テレビ番組
- 日経スペシャル カンブリア宮殿 「10人に1人が欲しい」なら発売! 面白文具の型破り開発術（2015年5月7日、テレビ東京）[62]

## 書籍

### 関連書籍
- 『KING JIM ヒット文具を生み続ける独創のセオリー』（2015年5月1日、河出書房新社）ISBN 9784309247113